# Supraphon
Supraphon es una compañía discográfica checa (antiguamente checoslovaca hasta 1992) con sede en Praga, especializada en música clásica. Fue fundada en 1969.

## Historia

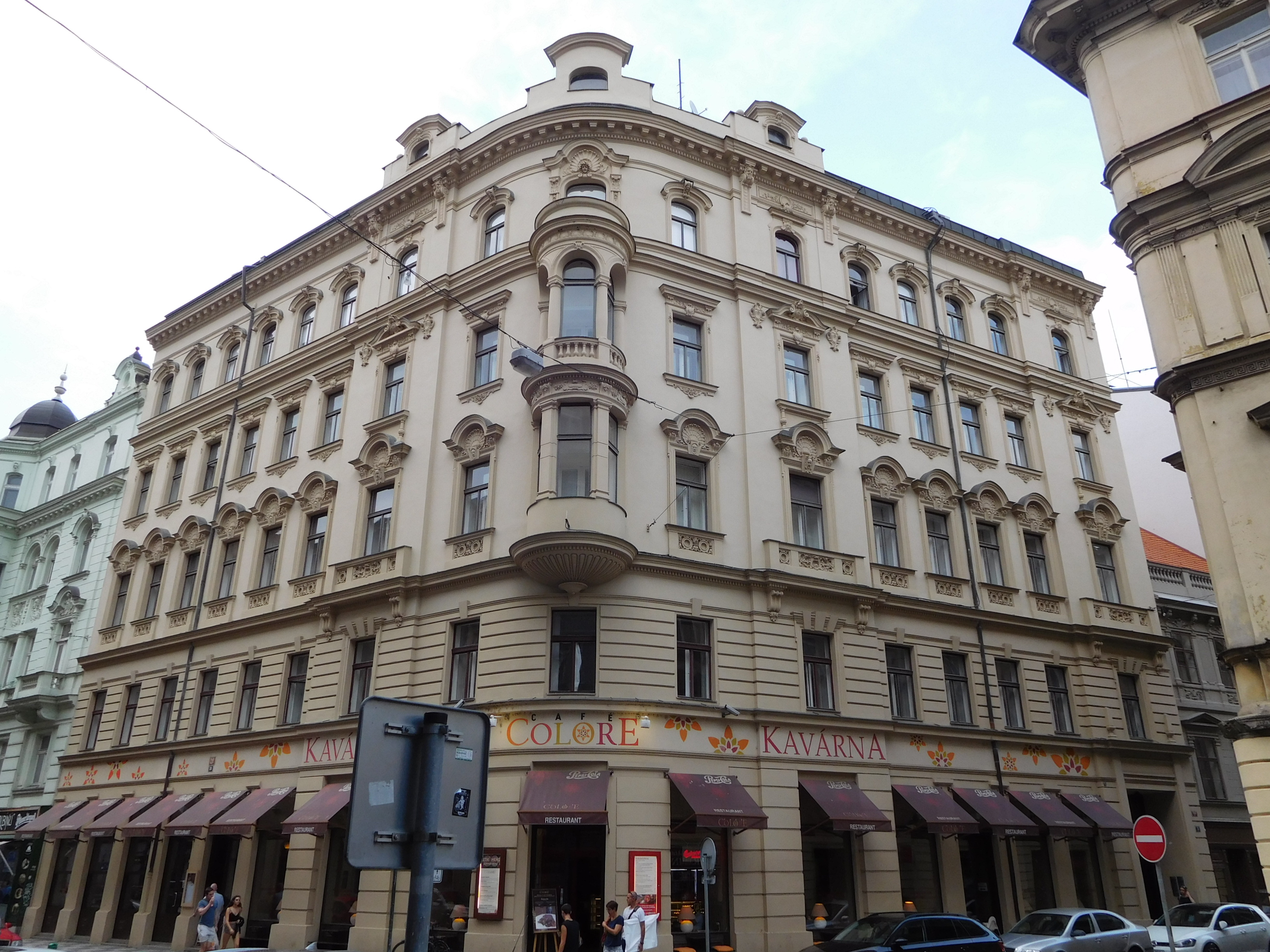
Sede de la compañía en Praga.

El nombre Supraphon se registró por primera vez como marca en 1932. El nombre se utilizaba para la etiqueta de los álbumes nacionales producidos para la exportación por la empresa Ultraphon. Tras la Segunda Guerra Mundial, en 1946 Ultraphon fue nacionalizada y cambió su nombre por el de Gramofonové závody. En 1961 pasó a llamarse Gramofonové závody - Supraphon y en 1969 se limitó a Supraphon.
En Checoslovaquia era uno de los tres principales sellos estatales, siendo los otros dos Panton y Opus. En la actualidad Panton es una división de Supraphon; Opus, que opera en Eslovaquia, se independizó tras la desintegración de Checoslovaquia y fue adquirida por Warner Music Group en 2019.

## Repertorio
El repertorio de la compañía se centra en música clásica pero también cuenta con un amplio catálogo de pop, jazz y folk, así como palabra hablada. La dirección artística de la compañía dio lugar a un amplio catálogo de títulos que trazaba sistemáticamente las obras de Bedřich Smetana, Antonín Dvořák, Leoš Janáček, Bohuslav Martinů y Jan Dismas Zelenka, así como de otros representantes del mundo musical checo e internacional. Muchas grabaciones se han reeditado en ediciones como Archive, Ančerl Gold Edition, Talich Special Edition.
El sello también se centró en la colaboración con los intérpretes actuales de música clásica, con grabaciones del Pavel Haas Quartet galardonadas con el premio «Chamber Choice» de BBC Music Magazine. Entre otros artistas que trabajaron con Supraphon se encontraban 
En 1961 publicaron los primeros discos en estéreo del catálogo, aunque ya existían grabaciones en este formato desde 1958. Los primeros discos de música pop estereofónica del sello se grabaron en 1964. En la década de 1970 grabó algunos discos en estéreo de cuatro canales utilizando el sistema de sonido cuadrafónico (SQ). Por ejemplo: Dos LP de Bedřich Smetana: Má Vlast. Orquesta Filarmónica Checa, Director: Václav Neumann. Supraphon Stereo/Quad 1410 2021/2 P 1976. Desde 1981 han publicado grabaciones digitales y los primeros CD se produjeron en Japón en 1984. Supraphon empezó a editar música popular en CD a partir de 1987.
En 1988 los artistas nominados a los Grammy The Moody Brothers con Jiří Brabec y Country Beat grabaron álbum Friends en Praga. Esta fue la primera producción cooperativa de música country de este tipo entre una compañía estadounidense, Lamon Records y Supraphon. La grabación fue aclamada por la crítica y les valió a los Moodys y a Brabec, junto con los productores, ingenieros y estudios implicados en el proyecto, el Ampex Golden Reel Award.
Desde enero de 2013, Supraphon es el distribuidor oficial checo de Warner Music Group. Sin embargo, la rama checa de Warner Music revivió después de que la compañía adquiriera EMI Czech Republic.

## Artistas
Importantes directores de orquesta, solistas nacionales y extranjeros, conjuntos de cámara y orquestas contribuyeron a su colección de grabaciones. Han trabajado en numerosas ocasiones con la Orquesta Filarmónica Checa. Entre los directores que han grabado para el sello figuran Václav Talich, Karel Ančerl, Karel Šejna, Václav Neumann, Jiří Bělohlávek y Charles Mackerras, entre otros. También han colaborado con intérpretes como Saša Večtomov, Sviatoslav Richter, Emil Gilels, Mstislav Rostropovich, Ida Haendel, Henryk Szeryng, Hélène Boschi o André Gertler.